# Miasteczko Middlemarch

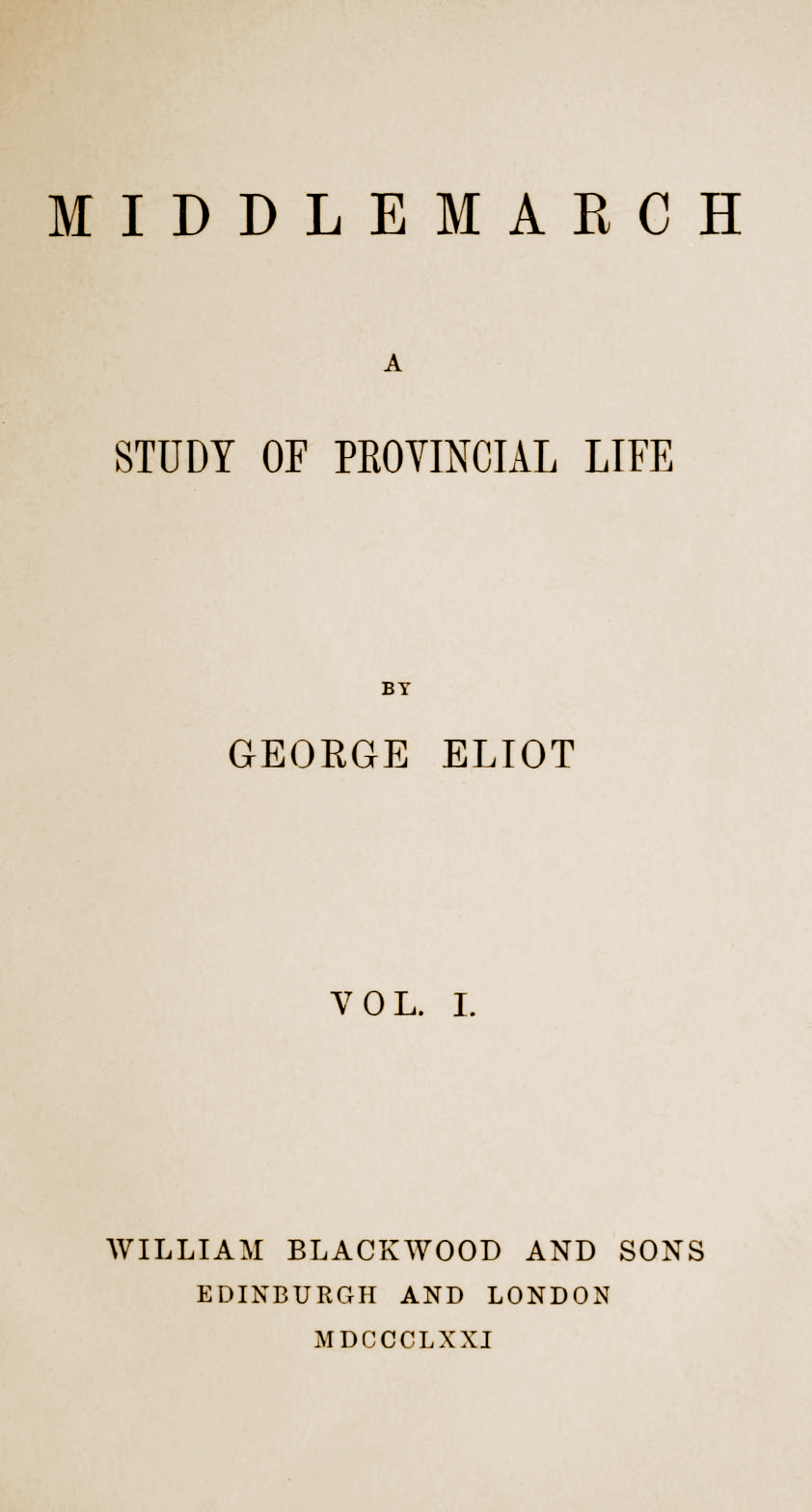
Strona tytułowa pierwszego wydania powieści (1871)

Miasteczko Middlemarch (Middlemarch, A Study of Provincial Life) - powieść George Eliot wydana w latach 1871–1872. Akcja dzieje się w fikcyjnym miasteczku Middlemarch w English Midlands w latach 1829–32. Powieść obejmuje kilka osobnych, ale krzyżujących się historii i dużą liczbę postaci. Ważne tematy to: status kobiet, natura małżeństwa, idealizm, egoizm, hipokryzja, reformy polityczne i edukacja. 
Pomimo mieszanych recenzji w chwili publikacji, książka jest teraz uznawana za najlepsze dzieło autorki i jedną z najważniejszych powieści w kanonie literatury angielskiej.
W stworzonym w 2015 roku przez krytyków BBC rankingu 100 najlepszych brytyjskich powieści w historii, Middlemarch zajęło pierwsze miejsce.
Polskie wydanie ukazało się w 2002 roku (Prószyński i S-ka, tłum. Anna Przedpełska-Trzeciakowska).

## Fabuła
Fabuła książki opiera się na życiu dwóch najważniejszych postaci - Dorothei Brooke i Tertiusa Lydgate’a.

### Dorothea Brooke
Dorothea miała wyjść za właściciela ziemskiego sir Jamesa Chettama, ale wybrała pastora Edwarda Casaubona. Okazuje się, że intelektualne plany pastora są nierealne, nie uważa też żony za równą sobie partnerkę, w końcu umiera. Ona poznaje jego młodego kuzyna Willa Ladislawa, jednak w testamencie mąż zakazuje jej go poślubić. Mimo to pobierają się.

### Tertius Lydgate
Młody lekarz Tertius Lydgate przybywa do Middlemarch. Żeni się z piękną córką burmistrza Rosamond Vincy, ale nie może jej zapewnić odpowiednio wysokiego poziomu życia. Lydgate umiera w wieku 50 lat, Rosamond wychodzi za zamożnego lekarza. 

### Pozostali bohaterowie
Brat Rosamond, Fred Vincy, chce poślubić Mary Garth, jej jednak nie podoba się jego chęć zostania pastorem. Gdy Fred wpada w problemy finansowe, postanawia zostać zarządcą majątku ziemskiego, co pozwala mu ożenić się z Mary. Mają trzech synów.
Lokalny finansista, pobożny pan Bulstrode, jest szantażowany przez Johna Rafflesa, który wie o jego podejrzanych transakcjach w początkach kariery. Bulstrode przyspiesza śmierć poważnie chorego Rafflesa. Finansista musi opuścić miasteczko w niesławie.